# برص قزم
برص قزم، (الاسم العلمي: Tropiocolotes) ، هو جنس ينتمي لفصيلة برصيات.

## أنواع مختارة
- برص تحت الحجر
- برص تحت الحجر نوبي
- برص تحت الحجر بشاري
- برص تحت الحجر مخطط
- برص تحت الحجر طرابلسي